# Katrin Knappe
Katrin Knappe (* 17. Dezember 1954 in Berlin) ist eine deutsche Schauspielerin.

## Leben
Katrin Knappe studierte von 1976 bis 1979 an der Staatlichen Schauspielschule Berlin, der jetzigen Hochschule für Schauspielkunst „Ernst Busch“ Berlin. Nach dem Studium folgte ein 15-jähriges Engagement an der Volksbühne Berlin, ergänzt durch diverse Hörfunkproduktionen und Synchronarbeiten. Seit ca. 1993 gibt sie Privatunterricht in Sprecherziehung und Schauspiel. Ab 1998 arbeitete sie als freiberufliche Dozentin für Schauspiel und Sprecherziehung an verschiedenen privaten Schauspielschulen, sowie an der Hochschule für Schauspielkunst, Abteilung Puppenspiel.
Sie absolvierte Weiterbildungen in verschiedenen naturheilkundlichen und alternativmedizinischen Bereichen, so zum Beispiel in Atemtypen in der Stimmentfaltung bei Renate Schulze-Schindler, in Meridian-Energie-Technik nach Franke bei der Ärztin Kathrin Nieter.
Katrin Knappe arbeitet heute freiberuflich als Coach und Dozentin.

## Filmografie
- 1978: Clavigo (TV-Studioaufzeichnung)
- 1979: Goethes Faust in ursprünglicher Gestalt (TV)
- 1981/1988: Jadup und Boel
- 1983: Das Luftschiff
- 1983: Olle Henry
- 1985: Die Frau und der Fremde
- 1989: Die Beteiligten

## Theaterrollen (Auswahl)

### Rollen an der Berliner Volksbühne
- 1975: Carlo Gozzi; Das schöne grüne Vögelchen (Rolle: Barbarina)[2]
- 1979: Johann Wolfgang von Goethe; Urfaust (Gretchen) – Schauspielschule Berlin  (Fernsehaufzeichnung)[3]
- 1979: Fred Wander; Der Bungalow (Kathi)[4]
- 1980: Gerhart Hauptmann; Der Biberpelz (Leontine) (Fernsehaufzeichnung 1983)[5]
- 1982: Ferdinand Bruckner; Die Verbrecher (Kindesmörderin)[6]
- 1982: Johann Wolfgang von Goethe; Urfaust (Gretchen) = Theaterwürfel-Produktion[7]
- 1984: William Shakespeare; Troilus und Cressida (Cassandra) = Theaterwürfel-Produktion[8]
- 1984: Albert Wendt: Mein dicker Mantel & Prinzessin Zartfuß und die sieben Elefanten (Tochter) – Regie: Werner Tietze (Theater im III.Stock)
- 1985: John Millington Synge: The Playboy of the Western World – Regie: Ursula Karusseit
- 1988: Jochen Berg; Klytaimestra[9]
- 1988: Lope de Vega; La dama boba (Sie)[10]
- 1989: Alexander Twardowski; Recht auf Gedächtnis und Recht auf’s Wort (Lesung)[11]
- 1989: Anna Achmatowa, Marina Zwetajewa, Ossip Mandelstam, Alexander Twardowski; Ein Tag: Russisch-Sowjetische Dichter (Lesung)[12]
- 1989: Michail Bugalkow; Hundeherz[13]
- 1989: Klaus Waack; Walther und Hildgunde (Lesung)[14]
- 1990: Jörg-Michael Koerbl; Gorbatschow-Fragment[15]
- 1990: Friedrich Schiller; Die Räuber (Trude)[16]
- 1990: Johann Wolfgang von Goethe; Clavigo (Sophie Guilbert)[17]
- 1990: Jo Fabian; Jogotono[18]
- 1991: Georg Büchner: Woyzeck (Karla) – Regie: Andreas Kriegenburg
- 1991: Alexei Schipenko; La Fünf in der Luft[16]
- 1992: Lew Lunz; Stadt der Gerechtigkeit[16]
- 1993: Daniil Charms; Die rausfallenden alten Weiber[16]

### Weitere Rollen
- 1977: Richard Christ; Fahr nach Moskau im Winter – Fahr nach Moskau im Sommer (Schauspielschule Berlin im Maxim-Gorki-Theater)[19]
- 1985: Tadeusz Różewicz; Die Zeugen oder Unsere kleine Stabilisierung (Frau) im Maxim-Gorki-Theater = Theaterwürfel-Produktion[20]

## Hörspiele
- 1983: Christa Müller: Winternacht-Traum – Regie: Norbert Speer (Kinderhörspiel – Rundfunk der DDR)
- 1983: Lion Feuchtwanger: Erfolg – Regie: Werner Grunow (Hörspiel, 3. Teil – Rundfunk der DDR)
- 1984: Klaus G. Zabel: Streckenläufer – Regie: Uwe Haacke  (Kinderhörspiel/Kurzhörspiel – Rundfunk der DDR)
- 1984: Günther Weisenborn: Klopfzeichen (Rita) – Regie: Fritz Göhler (Hörspiel – Rundfunk der DDR)
- 1984: Hans Christian Andersen: Die Schneekönigin (Prinzessin Elsa) – Regie: Uwe Haacke  (Kinderhörspiel – Rundfunk der DDR)
- 1984: Rolf Daene: Der Apfel fällt nicht weit vom Stamm (Silke) – Regie: Norbert Speer (Kurzhörspiel der Reihe: Waldstraße Nummer 7 – Rundfunk der DDR)
- 1985: Joachim Knauth: Bellebelle oder Der Ritter Fortuné – Regie: Karlheinz Liefers (Kinderhörspiel – Rundfunk der DDR)
- 1985: Volkstext: Prinz Miklos und die Einzigschöne (1. Tochter) – Regie: Rainer Schwarz (Kinderhörspiel – Rundfunk der DDR)
- 1986: Volkstext: Destan Sal und Rodhabe (2. Sklavin) – Regie: Manfred Täubert (Kinderhörspiel – Rundfunk der DDR)
- 1989: Helga Zehrfeld: Schöner Sonntag (Junge Frau) – Regie: Horst Liepach (Kurzhörspiel – Rundfunk der DDR)
- 1989: Friedhold Bauer: Sulamit oder Die hohe Liebe Salomos (Arbeiterin) – Regie: Horst Liepach (Hörspiel – Rundfunk der DDR)
- 1993: Friedrich Wolf: Die Geschichte von Pit Pikus, dem Specht, und der Möwe Leila (Lilo) – Regie: Werner Buhss (Kinderhörspiel – DS Kultur)
- 1993: Arno Rude: Stahl (Margit) – Regie: Werner Buhss (Hörspiel – ORB)
- 1994: Wolfgang Poenisch: Wie immer (Freds Gattin) – Regie Werner Buhss (Kurzhörspiel –ORB)
- 1994: Christof Wackernagel: Der blinde Fleck (Susanne) – Regie: Karlheinz Liefers (Hörspiel – ORB/WDR)
- 1995: Werner Buhss: Kein Lied nach meinem mehr – Regie: Werner Buhss (Hörspiel – DLR)
- 1996: Gabriele Bigott: Mieze, Tarzan und Paul Klee (Mieze) – Regie: Werner Buhss (Kinderhörspiel – DLR)
- 1996: Waleri Petrow: Peng (Muschel) – Regie: Werner Buhss (Kinderhörspiel – MDR/DLR)
- 2017: Lothar Trolle: Epitaph für Sally Epstein (Frau Salms/Frauenstimme) – Regie: Wolfgang Rindfleisch (Hörspiel – RBB)
- 2017: Ulrich Rüdenauer: „Wenn der Christbaum blüht, dann blüht er Flämmchen“ Weihnachten in der Literatur nach 1945 (Zitatorin) – Regie: Paul Sonderegger (Hörspiel – RBB)
- 2018: Christine Nagel: Blatnýs Kopf oder Gott der Linguist lehrt uns atmen (Sprecherin) – Regie: Christine Nagel (Hörspiel – RBB/DLF)

## Auszeichnungen
- 1979: Kritikerpreis der Berliner Zeitung im Kollektiv für den Urfaust gemeinsam mit Frank Lienert und Herbert Sand.[21]